# Марусин, Олег Александрович
Олег Александрович Марусин (род. 12 апреля 1981, Белорецк, Башкирская АССР) — российский марафонец.
Первое крупное соревнование провёл в 2005 году, проходившее в городе Жуковский участвуя в чемпионате России по кроссу на дистанции 4 км, где занял шестое место. В этом же году он принял участие в чемпионате России по многоборьям и бегу на 1 милю и 10 000 м, проходившее в Туле, где он занял лишь восьмое место. В 2006 году Олег принял участие в первенстве России среди молодёжи (1984—1986 гг.р), проходившем в Оренбурге, где он завоевал призовое третье место на дистанции 10 км.
В 2007 году он занял второе место принимая участие в чемпионате и первенстве России среди молодежи (1985—1987 гг.р.) по марафону. В 2009 году он был лишь седьмым участвуя в чемпионате России в помещении. В 2010 году занял третье место на чемпионате России по марафону, и завоевал победу в Сибирском международном марафоне. В 2011 году он выиграл марафон в Пхеньяне с личным рекордом 2:13.58 (10 апреля 2011 г.) и стал вторым в Сибирском международном марафоне.
Проживает в г.Белорецк.